# Eumannia meloleucaria
Eumannia meloleucaria är en fjärilsart som beskrevs av Leo Schwingenschuss 1932. Eumannia meloleucaria ingår i släktet Eumannia och familjen mätare. Inga underarter finns listade i Catalogue of Life.